# Juan de Contreras y López de Ayala
Juan de Contreras y López de Ayala Thomé y del Hierro (Segovia, 30 de junio de 1893-Segovia, 23 de abril de 1978), más conocido como el marqués de Lozoya por ser el noveno titular de este título nobiliario, fue un historiador, catedrático de Universidad, crítico de arte, escritor, periodista y político español.

## Biografía
Juan de Contreras y López de Ayala Thomé y del Hierro nació en la ciudad de Segovia el 30 de junio de 1893 en una familia nobiliaria, siendo hijo de Luis de Contreras y de Ramona López de Ayala y del Hierro, vii marqueses de Lozoya. En su adolescencia estudió el bachillerato en el Instituto de Segovia. Después, estudió Derecho en la Universidad de Salamanca, y Filosofía y Letras en la Universidad de Madrid. Fue catedrático de Historia de España y de Historia del Arte en las universidades de Valencia, Madrid y Navarra.
Fue elegido diputado de las Cortes republicanas en las elecciones de 1933 por Segovia.  En las de 1936 fue reelegido diputado por Segovia en las listas de la CEDA. Entre 1939 y 1951 ocupó el cargo de director general de Bellas Artes. Más tarde en 1952 fue nombrado director de la Academia Española de Bellas Artes de Roma. En 1964 fue nombrado director del Instituto de España y más tarde, en 1978, director de la Real Academia de Bellas Artes de San Fernando. Fue vicepresidente de la Hispanic Society of America y perteneció al claustro de varias academias extranjeras. Presidió el Centro Segoviano desde el 26 de febrero de 1959 y la Asociación de Escritores y Artistas Españoles desde 1964, ambas hasta su muerte.
Fue procurador en las Cortes franquistas.
Heredó el título de marqués de Lozoya por muerte de su hermano Luis, y contrajo matrimonio en 1931 con su prima hermana Constanza López de Ayala y Morenes, hija de los Condes del Cedillo, de cuyo enlace nacieron dos hijas, Dominica y María Angelina. En 1976 el rey Juan Carlos I de España le concedió la grandeza de España con carácter personal.
Falleció en su natal Segovia el 23 de abril de 1978.

## Premios y distinciones
- Premio Fastenrath de la Real Academia Española (1920).
- doctor honoris causa por la Universidad de Navarra (1972).[4]
- Hay una calle de Madrid que lleva su nombre. Está ubicada en el barrio de Estrella, en el distrito de Retiro, al este del centro de la capital.
- En la población de Lozoya hay una plaza que lleva su nombre (plaza del Marqués de Lozoya).
- En la población de San Martín de la Vega, al sur de la provincia de Madrid también existe una calle a él dedicada.
- Hay un instituto en la villa de Cuéllar que lleva su nombre; está ubicado a las afueras del pueblo, hacia la carretera de Valladolid.
- En el municipio de Torrecaballeros se encuentra un colegio público también con su nombre.
- El Ministerio de Cultura y Deporte español, otorga anualmente desde 1981 un premio a la investigación cultural denominado Premio Marqués de Lozoya, gestionado por el centro de investigación del patrimonio etnológico Museo del Traje.[5]

## Obra
Publicó más de 400 trabajos sobre la historia del arte español, y su Historia del arte hispánico supuso un hito en la bibliografía artística. Dentro de sus obras históricas se encuentran:
- El monasterio de San Antonio el Real de Segovia (1918).
- Vida del segoviano Rodrigo de Contreras, gobernador de Nicaragua, Toledo (1921).
- Historia de las corporaciones menestrales en Segovia, Segovia (1930).
- El concepto romántico de la Historia (1930).
- Historia del arte hispánico, (5 vols.), Barcelona (1931-1934).
- El arte gótico en España: Arquitectura, escultura y pintura (1935).
- Los orígenes del Imperio (La España de Fernando e Isabel), Madrid (1939).
- La Maravillosa historia de Carlos, bastardo Falconi, Segovia (1951).
- Muebles de estilo español (1962).
- Historia de España (6 vols.), Barcelona (1967).
- Enrique Segura y su tiempo, Madrid (1974).
- Santiago Padrós, vida y obra, Madrid (1972).

De su obra poética y narrativa, cabe señalar:
- Sonetos espirituales (1918).
- El regidor, Novela de tierras de Segovia, Madrid (1927).
- Poemas, Segovia (1976) (reúne sus siete libros de poemas y otros textos).